# ビャクシ
ビャクシ（白芷）は、セリ科シシウド属の多年草ヨロイグサ (Angelica dahurica)の漢名。または、漢方薬として用いられるその植物の根。中国産はその変種のカラビャクシの根。
薬効成分はフロクマリン誘導体及び精油。消炎・鎮痛・排膿・肉芽形成作用がある。皮膚の痒みをとる。日本薬局方にも記載。
血管拡張と消炎の作用から、肌を潤しむくみを取るとして、古来中国の宮廷の女性達により美容用とされていた。また鎮痛、鎮静の効果のため、五積散などの漢方処方に配合される。

## 基原植物
基原植物はヨロイグサで、高さ1-2m。茎は太く中空で、上部で枝分かれする。葉は羽状複葉。夏、白色の小花を散形につけ、外見はシシウドに似る。分布は東シベリア、中国北東部、朝鮮半島、本州西部、九州。旧伊勢国ではウマゼリと呼ばれた。